# Cantón de La Capelle
El cantón de La Capelle era una división administrativa francesa, que estaba situada en el departamento de Aisne y la región de Picardía.

## Composición
El cantón estaba formado por dieciocho comunas:
- Buironfosse
- Chigny
- Clairfontaine
- Crupilly
- Englancourt
- Erloy
- Étréaupont
- Fontenelle
- Froidestrées
- Gergny
- La Capelle
- La Flamengrie
- Lerzy
- Luzoir
- Papleux
- Rocquigny
- Sommeron
- Sorbais

## Supresión del cantón de La Capelle
En aplicación del Decreto n.º 2014-202, de 21 de febrero de 2014, el cantón de La Capelle fue suprimido el 22 de marzo de 2015 y sus 18 comunas pasaron a formar parte; dieciséis del nuevo cantón de Vervins y dos del nuevo cantón de Guisa.